# Acanthogorgia pararmata
Acanthogorgia pararmata is een zachte koraalsoort uit de familie Acanthogorgiidae. De koraalsoort komt uit het geslacht Acanthogorgia. Acanthogorgia pararmata werd in 1947 voor het eerst wetenschappelijk beschreven door Stiasny. 